# Californium
Californium (selten auch Kalifornium geschrieben) ist ein künstlich erzeugtes chemisches Element mit dem Elementsymbol Cf und der Ordnungszahl 98. Im Periodensystem steht es in der Gruppe der Actinoide (7. Periode, f-Block) und zählt auch zu den Transuranen. Benannt wurde es nach der Universität von Kalifornien und dem US-amerikanischen Bundesstaat Kalifornien, wo es entdeckt wurde. Bei Californium handelt es sich um ein radioaktives Metall. Es wurde im Februar 1950 erstmals aus dem leichteren Element Curium erzeugt. Es entsteht in geringen Mengen in Kernreaktoren. Anwendung findet es vor allem für mobile und tragbare Neutronenquellen, aber auch zur Erzeugung höherer Transurane und Transactinoide.

## Geschichte

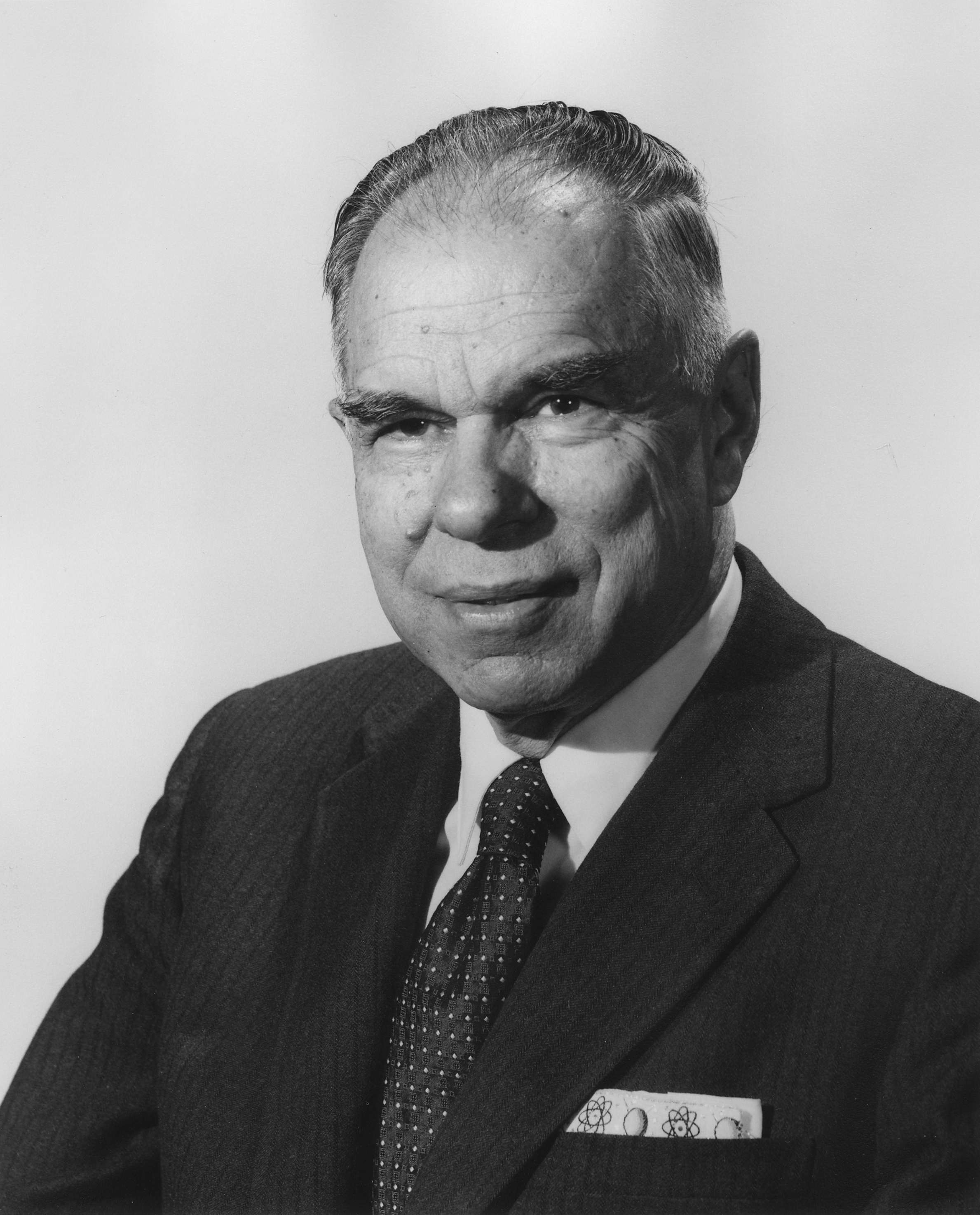
Glenn T. Seaborg

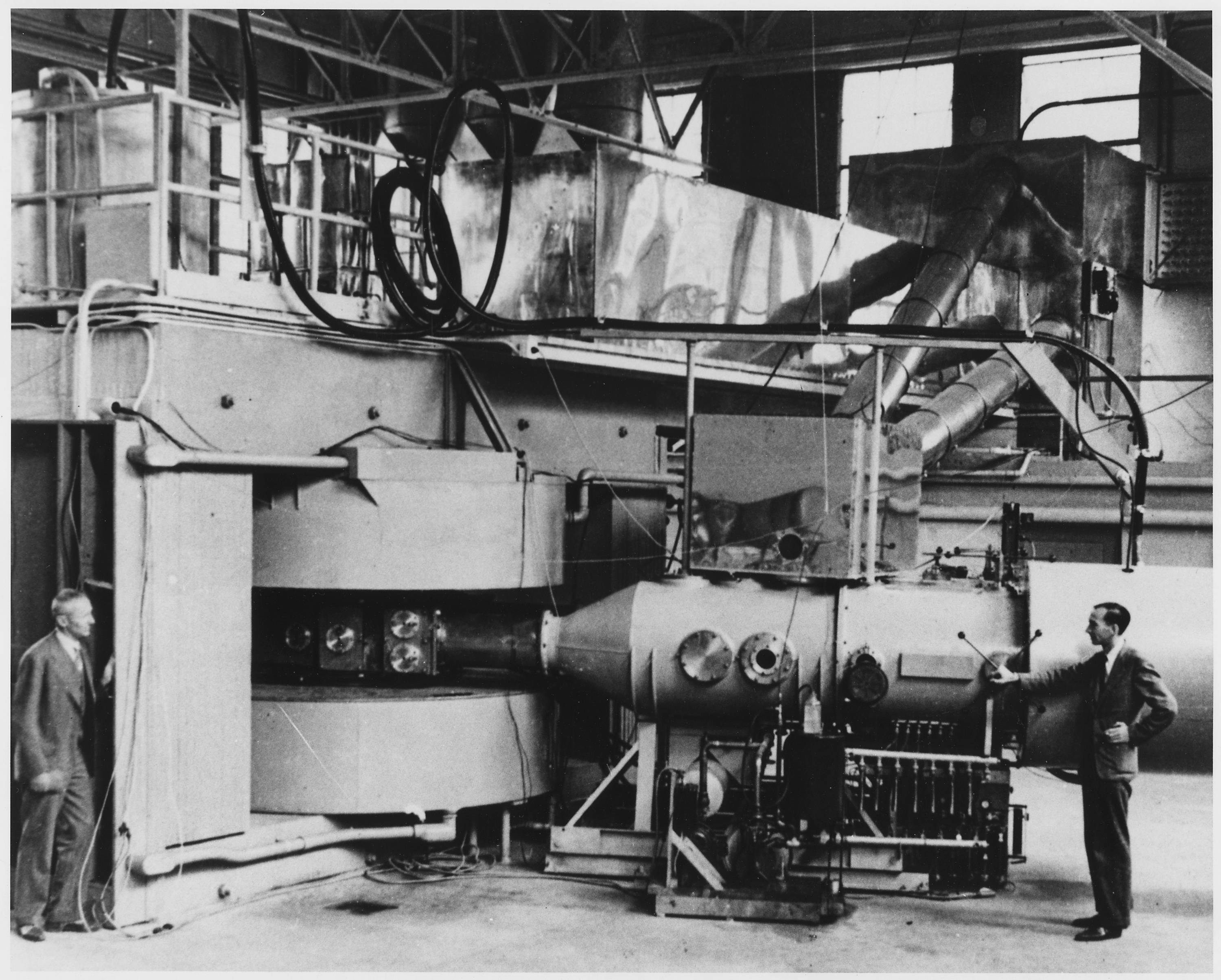
60-Zoll-Cyclotron

So wie Americium (Ordnungszahl 95) und Curium (96) in den Jahren 1944 und 1945 nahezu gleichzeitig entdeckt wurden, erfolgte in ähnlicher Weise in den Jahren 1949 und 1950 die Entdeckung der Elemente Berkelium (97) und Californium (98).
Californium wurde zum ersten Mal am 9. Februar 1950 an der Universität von Kalifornien in Berkeley von Stanley G. Thompson, Kenneth Street, Jr., Albert Ghiorso und Glenn T. Seaborg erzeugt, indem sie Atomkerne des Curiums mit α-Teilchen beschossen. Es war das sechste Transuran, das entdeckt wurde. Die Entdeckung wurde gleichzeitig mit der des Berkeliums veröffentlicht.
Die Namenswahl für beide Elemente folgte demselben Muster: Während Berkelium zu Ehren der Universität von Berkeley seinen Namen erhielt, wählte man für das Element 98 den Namen Californium zu Ehren der Universität und des Staates Kalifornien: “It is suggested that element 98 be given the name californium (symbol Cf) after the university and state where the work was done. This name, chosen for the reason given, does not reflect the observed chemical homology of element 98 to dysprosium (No. 66) as the names americium (No. 95), curium (No. 96), and berkelium (No. 97) signify that these elements are the chemical homologs of europium (No. 63), gadolinium (No. 64), and terbium (No. 65), respectively.”
Die Probenvorbereitung erfolgte zunächst durch Auftragen von Curiumnitratlösung (mit dem Isotop 242Cm) auf eine Platinfolie von etwa 0,5 cm2; die Lösung wurde eingedampft und der Rückstand dann zum Oxid (CmO2) geglüht.
Nun wurde diese Probe im 60-Zoll-Cyclotron mit beschleunigten α-Teilchen mit einer Energie von 35 MeV etwa 2–3 Stunden beschossen. Dabei entstehen in einer (α,n)-Kernreaktion 245Cf und freie Neutronen:
{\displaystyle \mathrm {^{242}_{\ 96}Cm\ +\ _{2}^{4}He\ \longrightarrow \ _{\ 98}^{245}Cf\ +\ _{0}^{1}n} }
Nach dem Beschuss im Cyclotron wurde die Beschichtung mittels Salpetersäure gelöst, anschließend wieder mit einer konzentrierten wässrigen Ammoniak-Lösung als Hydroxid ausgefällt; der Rückstand wurde in Perchlorsäure gelöst.

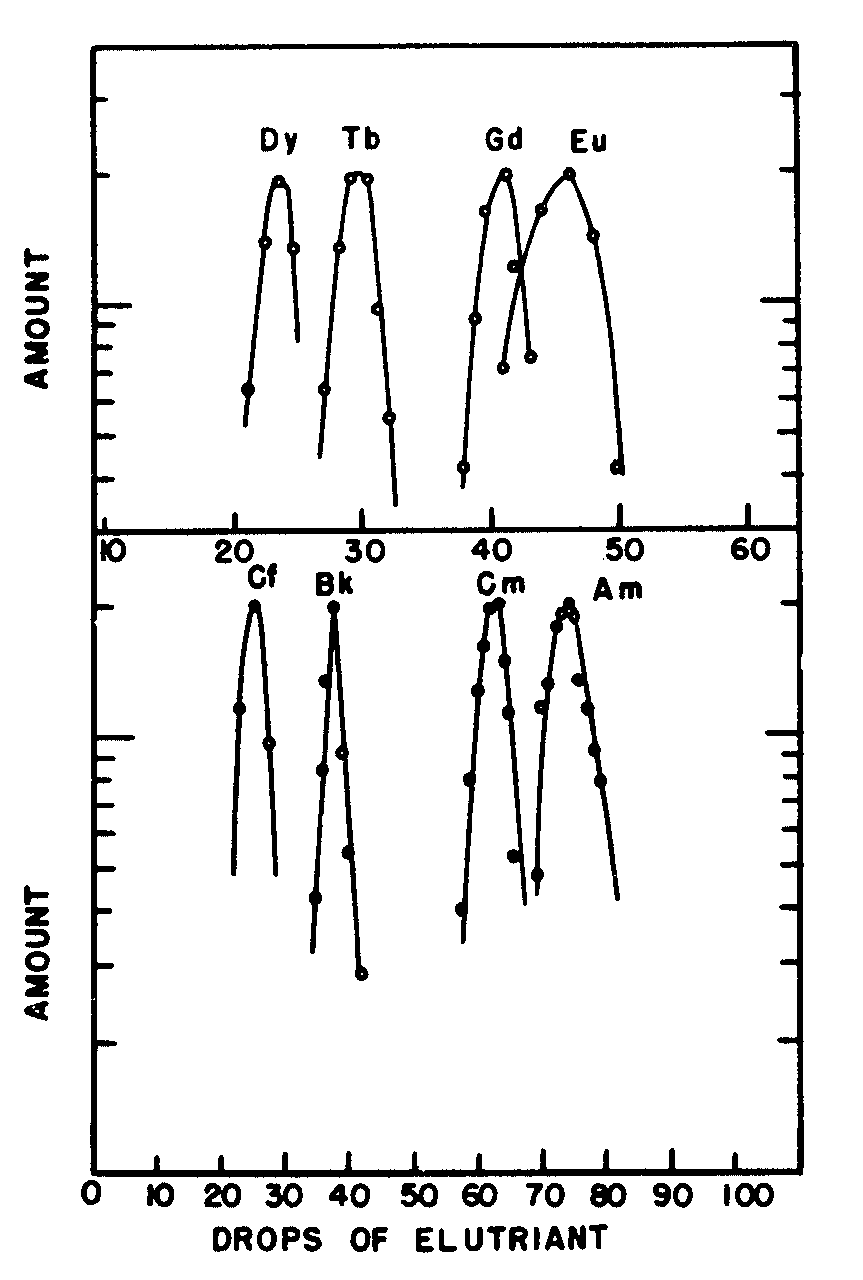
Elutionskurven:
chromatographische Trennung von Dy, Tb, Gd, Eu sowie Cf, Bk, Cm, Am.

Die weitere Trennung erfolgte in Gegenwart eines Citronensäure/Ammoniumcitrat-Puffers im schwach sauren Medium (pH ≈ 3,5) mit Ionenaustauschern bei erhöhter Temperatur.
Die chromatographische Trennung konnte nur aufgrund vorheriger Vergleiche mit dem chemischen Verhalten der entsprechenden Lanthanoide gelingen. So tritt bei einer Trennung das Dysprosium vor Terbium, Gadolinium und Europium aus einer Säule. Falls das chemische Verhalten des Californiums dem eines Eka-Dysprosiums ähnelt, sollte das fragliche Element 98 daher in dieser analogen Position zuerst erscheinen, entsprechend vor Berkelium, Curium und Americium.
Die Experimente zeigten ferner, dass nur die Oxidationsstufe +3 zu erwarten war. Entsprechende Oxidationsversuche mit Ammoniumperoxodisulfat beziehungsweise Natriumbismutat zeigten, dass entweder höhere Oxidationsstufen in wässrigen Lösungen nicht stabil sind oder eine Oxidation selbst zu langsam verläuft.
Die zweifelsfreie Identifikation gelang, als die vorherberechnete charakteristische Energie (7,1 MeV) des beim Zerfall ausgesandten α-Teilchens experimentell gemessen werden konnte. Die Halbwertszeit dieses α-Zerfalls wurde erstmals auf 45 Minuten bestimmt.
In der Erstveröffentlichung ging man zunächst davon aus, das Californiumisotop mit der Massenzahl 244 gemäß folgender Gleichung erzeugt zu haben:
{\displaystyle \mathrm {^{242}_{\ 96}Cm\ +\ _{2}^{4}He\ \longrightarrow \ _{\ 98}^{244}Cf\ +\ 2\ _{0}^{1}n} }
Im Jahr 1956 wurde diese Hypothese korrigiert: Der 45-Minuten α-Strahler, der zunächst dem Isotop 244Cf zugeordnet wurde, wurde neu auf die Massenzahl 245 festgelegt, festgestellt unter anderem durch Langzeitbeschuss und Zerfallsstudien. 245Cf zerfällt sowohl durch die Emission von α-Teilchen (7,11 ± 0,02 MeV) (≈ 30 %) als auch durch Elektroneneinfang (≈ 70 %). Das neue Isotop 244Cf wurde auch ermittelt und dabei festgestellt, dass sein Zerfall durch die Emission eines α-Teilchens stattfindet (7,17 ± 0,02 MeV mit einer Halbwertszeit von 25 ± 3 Minuten). Die Massenzuordnung dieses Isotops ergab sich durch das Auffinden des Curiumisotops 240Cm. Das 244Cf entsteht durch (α,4n)-Reaktion aus 244Cm:
{\displaystyle \mathrm {^{244}_{\ 96}Cm\ +\ _{2}^{4}He\ \longrightarrow \ _{\ 98}^{244}Cf\ +\ 4\ _{0}^{1}n} }
Im Jahr 1958 isolierten Burris B. Cunningham und Stanley G. Thompson erstmals wägbare Mengen eines Gemisches der Isotope 249Cf, 250Cf, 251Cf, 252Cf, die durch langjährige Neutronenbestrahlung von 239Pu in dem Testreaktor der National Reactor Testing Station in Idaho erzeugt wurden. 1960 isolierten B. B. Cunningham und James C. Wallmann die erste Verbindung des Elements, etwa 0,3 µg CfOCl, und anschließend das Oxid Cf2O3 und das Trichlorid CfCl3.

## Isotope
Von Californium gibt es 20 durchweg radioaktive Isotope und ein Kernisomer (Massenzahlen von 237 bis 256). Die langlebigsten sind 251Cf (Halbwertszeit 900 Jahre), 249Cf (351 Jahre), 250Cf (13 Jahre), 252Cf (2,645 Jahre) und 248Cf (334 Tage). Die Halbwertszeiten der restlichen Isotope liegen im Bereich von Millisekunden bis Stunden oder Tagen.
Nimmt man beispielhaft den Zerfall des langlebigsten Isotops 251Cf heraus, so entsteht durch α-Zerfall zunächst das langlebige 247Cm, das seinerseits durch erneuten α-Zerfall in 243Pu übergeht. Der weitere Zerfall führt dann über 243Am, 239Np, 239Pu zum 235U, dem Beginn der Uran-Actinium-Reihe (4 n + 3).
{\displaystyle \mathrm {^{251}_{\ 98}Cf\ {\xrightarrow[{900\ a}]{\alpha }}\ _{\ 96}^{247}Cm\ {\xrightarrow[{15{,}6\cdot 10^{6}\ a}]{\alpha }}\ _{\ 94}^{243}Pu\ {\xrightarrow[{4{,}956\ h}]{\beta ^{-}}}\ _{\ 95}^{243}Am} }
Die angegebenen Zeiten sind Halbwertszeiten.
Das Isotop 252Cf zerfällt bei einer Halbwertszeit von 2,645 Jahren zu 96,908 % durch α-Zerfall, aber auch zu 3,092 % durch Spontanspaltung. Bei der Spontanspaltung werden pro zerfallendem Kern im Mittel 3,77 Neutronen emittiert. Es wird daher als Neutronenquelle verwendet.
Das Isotop 254Cf zerfällt bei einer Halbwertszeit von 60,5 Tagen fast ausschließlich durch Spontanspaltung.

## Vorkommen
Californiumisotope kommen auf der Erde wegen ihrer im Vergleich zum Alter der Erde zu geringen Halbwertszeit nicht natürlich vor.
In den Überresten der ersten amerikanischen Wasserstoffbombe wurden am 1. November 1952 auf dem Eniwetok-Atoll – neben der Erstentdeckung von Einsteinium und Fermium und dem Nachweis von Plutonium und Americium – auch Isotope von Curium, Berkelium und Californium gefunden: vor allem die Isotope 245Cm und 246Cm, in kleineren Mengen 247Cm und 248Cm, in Spuren 249Cm; ferner 249Bk, 249Cf, 252Cf, 253Cf und 254Cf. Die Menge des 249Cf stieg durch den β-Zerfall des 249Bk an (Halbwertszeit 330 Tage). Es wurde dagegen kein 250Cf gefunden. Dies lässt sich darauf zurückführen, dass die Halbwertszeit von 250Cm mit rund 8300 Jahren zu groß ist, als dass durch β-Zerfall (über 250Bk) detektierbare Mengen 250Cf hätten gebildet werden können. Zudem zerfällt 250Cm nur mit einer Wahrscheinlichkeit von rund 6 % im β-Zerfall zu 250Bk. Aus Gründen der militärischen Geheimhaltung wurden die Ergebnisse erst im Jahr 1956 publiziert.
Es wurde in den 1950er Jahren vermutet, dass Californiumisotope im r-Prozess in Supernovae entstehen. Besonderes Interesse fand hierbei das Isotop 254Cf, welches zuvor in den Überresten der ersten amerikanischen Wasserstoffbombe gefunden wurde. Mit der damals gemessenen Halbwertszeit für die Spontanspaltung von 56,2 ± 0,7 Tagen (aktuell: 60,5 Tage) vermutete man eine Übereinstimmung mit dem Verlauf der Lichtkurve von Supernovae des Typs I von 55 ± 1 Tagen. Der Zusammenhang ist allerdings immer noch fraglich.
In Kernreaktoren entstehen vor allem die langlebigen α-strahlenden Isotope 249Cf und 251Cf. Sie zählen wegen ihrer langen Halbwertszeit zum Transuranabfall und sind bei der Endlagerung besonders problematisch.

## Gewinnung und Darstellung
Californium wird durch Beschuss von leichteren Actinoiden mit Neutronen in einem Kernreaktor erzeugt. Die Hauptquelle ist der 85 MW High-Flux-Isotope Reactor am Oak Ridge National Laboratory in Tennessee, USA, der auf die Herstellung von Transcuriumelementen (Z > 96) eingerichtet ist.

### Gewinnung von Californiumisotopen
Californium entsteht in Kernreaktoren aus Uran 238U oder Plutoniumisotopen durch zahlreiche nacheinander folgende Neutroneneinfänge und β-Zerfälle – unter Ausschluss von Spaltungen oder α-Zerfällen –, die über Berkelium zu den Californiumisotopen führen, so zuerst die Isotope mit den Massenzahlen 249, 250, 251 und 252.
Ein wichtiger Schritt ist hierbei die (n,γ)- oder Neutroneneinfangsreaktion, bei welcher das gebildete angeregte Tochternuklid durch Aussendung eines γ-Quants in den Grundzustand übergeht. Die hierzu benötigten freien Neutronen entstehen durch Kernspaltung anderer Kerne im Reaktor. In diesem kernchemischen Prozess wird zunächst durch eine (n,γ)-Reaktion gefolgt von zwei β−-Zerfällen das Plutoniumisotop 239Pu gebildet. In Brutreaktoren wird dieser Prozess zum Erbrüten neuen Spaltmaterials genutzt.
{\displaystyle \mathrm {^{238}_{\ 92}U\ {\xrightarrow {(n,\gamma )}}\ _{\ 92}^{239}U\ {\xrightarrow[{23,5\ min}]{\beta ^{-}}}\ _{\ 93}^{239}Np\ {\xrightarrow[{2,3565\ d}]{\beta ^{-}}}\ _{\ 94}^{239}Pu} }
Die angegebenen Zeiten sind Halbwertszeiten.
Letzteres wird hierzu mit einer Neutronenquelle, die einen hohen Neutronenfluss besitzt, bestrahlt. Die hierbei möglichen Neutronenflüsse sind um ein Vielfaches höher als in einem Kernreaktor. Aus 239Pu wird durch vier aufeinander folgende (n,γ)-Reaktionen 243Pu gebildet, welches durch β-Zerfall mit einer Halbwertszeit von 4,96 Stunden zu dem Americiumisotop 243Am zerfällt. Das durch eine weitere (n,γ)-Reaktion gebildete 244Am zerfällt wiederum durch β-Zerfall mit einer Halbwertszeit von 10,1 Stunden letztlich zu 244Cm. Aus 244Cm entstehen durch weitere (n,γ)-Reaktionen im Reaktor in jeweils kleiner werdenden Mengen die nächstschwereren Isotope.
{\displaystyle \mathrm {^{239}_{\ 94}Pu\ {\xrightarrow {4(n,\gamma )}}\ _{\ 94}^{243}Pu\ {\xrightarrow[{4,956\ h}]{\beta ^{-}}}\ _{\ 95}^{243}Am\ {\xrightarrow {(n,\gamma )}}\ _{\ 95}^{244}Am\ {\xrightarrow[{10,1\ h}]{\beta ^{-}}}\ _{\ 96}^{244}Cm} \quad ;\quad \mathrm {^{244}_{\ 96}Cm\ {\xrightarrow {5(n,\gamma )}}\ _{\ 96}^{249}Cm} }
Die Entstehung von 250Cm auf diesem Wege ist jedoch sehr unwahrscheinlich, da 249Cm nur eine kurze Halbwertszeit besitzt und so weitere Neutroneneinfänge in der kurzen Zeit unwahrscheinlich sind.
249Cf ist das erste Isotop des Californiums, das auf diese Weise gebildet werden kann. Es entsteht durch zweimaligen β-Zerfall aus 249Cm – das erste Curiumisotop, welches einen β-Zerfall eingeht (Halbwertszeit 64,15 min).
{\displaystyle \mathrm {^{249}_{\ 96}Cm\ {\xrightarrow[{64,15\ min}]{\beta ^{-}}}\ _{\ 97}^{249}Bk\ {\xrightarrow[{330\ d}]{\beta ^{-}}}\ _{\ 98}^{249}Cf} }
Das hier entstehende 249Bk bildet zudem durch Neutroneneinfang das 250Bk, welches mit einer Halbwertszeit von 3,212 Stunden durch β-Zerfall zum Californiumisotop 250Cf zerfällt.
{\displaystyle \mathrm {^{249}_{\ 97}Bk\ {\xrightarrow {(n,\gamma )}}\ _{\ 97}^{250}Bk\ {\xrightarrow[{3,212\ h}]{\beta ^{-}}}\ _{\ 98}^{250}Cf} }
Durch weitere Neutroneneinfänge werden die Isotope 251Cf, 252Cf und 253Cf aufgebaut. Nach einjähriger Bestrahlung stellt sich folgende Isotopenverteilung ein: 249Cf (2 %), 250Cf (15 %), 251Cf (4 %) und 252Cf (79 %). Das Isotop 253Cf zerfällt schon mit einer Halbwertszeit von 17,81 Tagen zu 253Es.
Californium steht (zumeist als Oxid Cf2O3) heute weltweit lediglich in sehr geringen Mengen zur Verfügung, weshalb es einen sehr hohen Preis besitzt. Dieser beträgt etwa 160 US-Dollar pro Mikrogramm 249Cf bzw. 50 US-Dollar für 252Cf.
Californium (244Cf und 246Cf) wurde erstmals 1951 auch aus Uran durch Beschuss mit Kohlenstoff gewonnen:
{\displaystyle \mathrm {^{238}_{\ 92}U\ {\xrightarrow[{-6\ n}]{\mathrm {+_{\ 6}^{12}C} }}\ _{\ 98}^{244}Cf\quad ;\quad _{\ 92}^{238}U\ {\xrightarrow[{-4\ n}]{\mathrm {+_{\ 6}^{12}C} }}\ _{\ 98}^{246}Cf} }
Die leichteren Isotope des Californiums (240Cf und 241Cf) wurden durch Beschuss von 235U, 234U und 233U mit Kohlenstoff im Jahr 1970 erzeugt.

### Darstellung elementaren Californiums
Californium erhält man durch Reduktion von Californium(III)-oxid mit Lanthan oder Thorium oder von Californium(III)-fluorid mit Lithium oder Kalium.
{\displaystyle {\ce {CfF3 + La -> Cf + LaF3}}}
Im Jahr 1974 wurde berichtet, dass Californium erstmals in metallischer Form (wenige Mikrogramm) durch Reduktion von Californium(III)-oxid (Cf2O3) mit Lanthan gewonnen und das Metall in Form dünner Filme auf Trägern für die Elektronenmikroskopie aufgebracht wurde. Aufgrund der Messungen wurden zunächst eine f.c.c.-Struktur (a = 574,3 ± 0,6 pm) und eine hexagonale Struktur (a = 398,8 ± 0,4 pm und c = 688,7 ± 0,8 pm) beschrieben. Der Schmelzpunkt wurde erstmals mit 900 ± 30 °C gemessen. Diese Ergebnisse wurden allerdings im Folgejahr 1975 in Frage gestellt. Die beiden Phasen des Californiums wurden stattdessen als Verbindungen dieses Metalls beschrieben: die hexagonale Phase als Cf2O2S, die f.c.c.-Phase als CfS. In beiden Verbindungen wird eine Dreiwertigkeit des Californiums mit einem Atomradius bei 183–185 pm beschrieben. Noé und Peterson fassten jedoch im September 1975 die bisherigen Ergebnisse zusammen und stellten zudem eigene umfangreiche Ergebnisse vor, die die eindeutige Darstellung von metallischem Californium und dessen Eigenschaften aufzeigen.

## Eigenschaften
Im Periodensystem steht das Californium mit der Ordnungszahl 98 in der Reihe der Actinoide, sein Vorgänger ist das Berkelium, das nachfolgende Element ist das Einsteinium. Sein Analogon in der Reihe der Lanthanoide ist das Dysprosium.

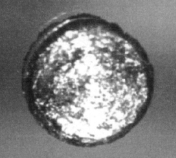
Elementares Californium (Durchmesser ca. 1 mm)

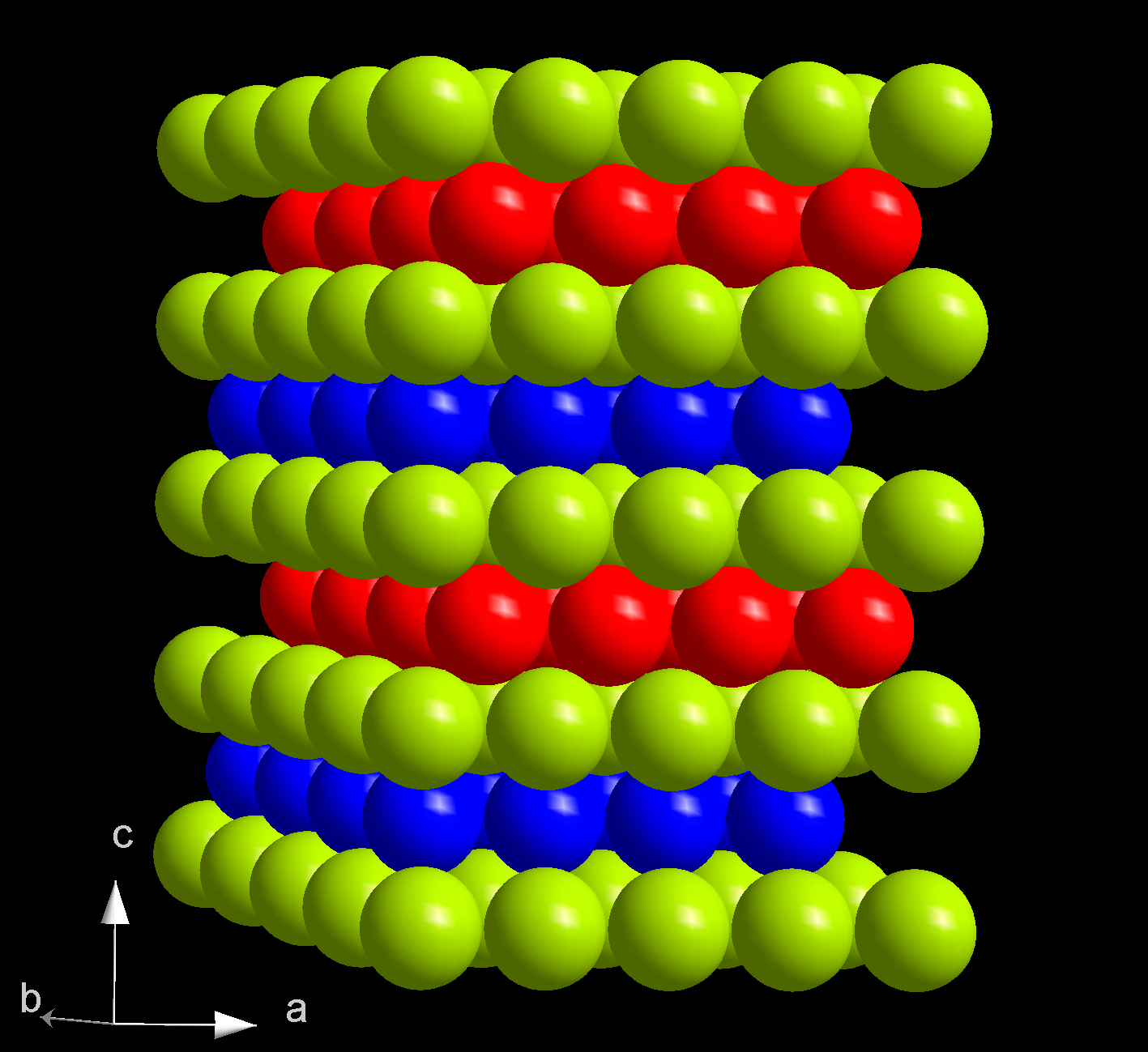
Doppelt-hexagonal dichteste Kugelpackung mit der Schichtfolge ABAC in der Kristallstruktur von α-Cf (A: grün; B: blau; C: rot).

### Physikalische Eigenschaften
Californium ist ein radioaktives Metall mit einem Schmelzpunkt von ca. 900 °C und einer Dichte von 15,1 g/cm3. Es tritt in drei Modifikationen auf: α-, β- und γ-Cf.
Das bei Standardbedingungen auftretende α-Cf (< 600 °C) kristallisiert im hexagonalen Kristallsystem in der Raumgruppe P63/mmc (Raumgruppen-Nr. 194) mit den Gitterparametern a = 338 pm und c = 1102,5 pm sowie vier Formeleinheiten pro Elementarzelle. Die Kristallstruktur besteht aus einer doppelt-hexagonal dichtesten Kugelpackung (d. h.c.p.) mit der Schichtfolge ABAC und ist damit isotyp zur Struktur von α-La.
Unter hohem Druck geht α-Cf allmählich in β-Cf über. Die β-Modifikation (600–725 °C) kristallisiert im kubischen Kristallsystem in der Raumgruppe Fm3m (Nr. 225) mit dem Gitterparameter a = 494 pm, was einem kubisch flächenzentrierten Gitter (f.c.c.) beziehungsweise einer kubisch dichtesten Kugelpackung mit der Stapelfolge ABC entspricht. Oberhalb von 725 °C wandelt sich die β-Modifikation in die γ-Modifikation um. Die γ-Modifikation kristallisiert ebenfalls im kubischen Kristallsystem, jedoch mit einem größeren Gitterparameter von a = 575 pm.
Die Lösungsenthalpie von Californium-Metall in Salzsäure bei Standardbedingungen beträgt −576,1 ± 3,1 kJ·mol−1. Ausgehend von diesem Wert erfolgte die erstmalige Berechnung der Standardbildungsenthalpie (ΔfH0) von Cf3+(aq) auf −577 ± 5 kJ·mol−1 und des Standardpotentials Cf3+ / Cf0 auf −1,92 ± 0,03 V.

### Chemische Eigenschaften
Das silberglänzende Schwermetall ist wie alle Actinoide sehr reaktionsfähig. Es wird von Wasserdampf, Sauerstoff und Säuren angegriffen; gegenüber Alkalien ist es stabil.
Die stabilste Oxidationsstufe ist die für die höheren Actinoide zu erwartende Stufe +3. Es bildet dabei zwei Reihen von Salzen: Cf3+- und CfO+-Verbindungen.
Auch die zweiwertige und vierwertige Stufe ist bekannt. Cf(II)-Verbindungen sind starke Reduktionsmittel. In Wasser setzen sie unter Oxidation zu Cf3+ Wasserstoff frei. Californium(IV)-Verbindungen sind starke Oxidationsmittel. Sie sind instabiler als die von Curium und Berkelium. In fester Form sind bisher nur zwei Verbindungen des Californiums in der Oxidationsstufe +4 bekannt: Californium(IV)-oxid (CfO2) und Californium(IV)-fluorid (CfF4). Californium(IV)-fluorid gibt beim Erhitzen elementares Fluor ab.
Wässrige Lösungen mit Cf3+-Ionen haben eine grüne Farbe, mit Cf4+-Ionen sind sie braun.
Cf4+-Ionen sind in wässriger Lösung im Unterschied zu den Cf3+-Ionen nicht stabil und können nur komplexstabilisiert vorliegen. Eine Oxidation des dreiwertigen Californiums (249Cf) gelang in Kaliumcarbonat-Lösung (K2CO3) an einer Platinanode. Während der Elektrolyse konnte die Zunahme einer Breitbandabsorption im Bereich von λ < 500 nm beobachtet werden (Gelbfärbung der Lösung); die Absorptionsbande des Californium(III) nahm entsprechend ab. Eine vollständige Oxidation konnte nicht erreicht werden.

### Spaltbarkeit
Generell sind alle Californium-Isotope mit Massenzahlen zwischen 249 und 254 in der Lage, eine Kettenreaktion mit Spaltneutronen aufrechtzuerhalten. Für die anderen Isotope ist die Halbwertszeit so kurz, dass bisher nicht ausreichend Daten zum Verhalten gegenüber Neutronen gemessen und öffentlich publiziert wurden. Somit kann nicht berechnet werden (Stand 1/2009), ob eine Kettenreaktion mit schnellen Neutronen möglich ist, auch wenn dies sehr wahrscheinlich ist. Mit thermischen Neutronen gelingt eine Kettenreaktion bei den Isotopen 249, 251, 252, 253 und evtl. 254. Bei letztgenanntem sind die Unsicherheiten der derzeitigen Daten für eine genaue Beurteilung zu groß (1/2009).
Das Isotop 251Cf verfügt über eine sehr kleine kritische Masse von lediglich 5,46 kg für eine reine Kugel, die mit Reflektor bis auf 2,45 kg reduziert werden kann. Dadurch wurden Spekulationen ausgelöst, dass es möglich wäre, enorm kleine Atombomben zu bauen. Erschwert wird dies aber neben der sehr geringen Verfügbarkeit und dem damit einhergehenden hohen Preis auch durch die kurze Halbwertszeit von 251Cf und der daraus resultierenden hohen Wärmeabgabe. Die kritische Masse von 254Cf liegt zwar mit etwa 4,3 kg noch unter der von 251Cf, allerdings ist die Herstellung dieses Isotops bedeutend aufwändiger und die Halbwertszeit von 60,5 Tagen zu kurz für eine Verwendung in Kernwaffen.
Weiterhin würden sich die Isotope 249Cf, 251Cf und 252Cf auch zum Betreiben eines Kernreaktors eignen. In wässriger Lösung mit Reflektor sinkt die kritische Masse von 249Cf auf etwa 51 g, die von 251Cf sogar auf lediglich rund 20 g. Alle drei Isotope könnten auch in einem schnellen Reaktor eingesetzt werden. Dieser könnte darüber hinaus auch mit 250Cf realisiert werden (kritische Masse: 6,55 kg unreflektiert). Dem stehen aber auch hier die geringe Verfügbarkeit und der hohe Preis entgegen, weshalb bislang keine Reaktoren auf Californiumbasis gebaut wurden. Dementsprechend wird Californium im deutschen Atomgesetz nicht als Kernbrennstoff geführt.

## Sicherheitshinweise
Einstufungen nach der CLP-Verordnung liegen nicht vor, weil diese nur die chemische Gefährlichkeit umfassen und eine völlig untergeordnete Rolle gegenüber den auf der Radioaktivität beruhenden Gefahren spielen. Auch Letzteres gilt nur, wenn es sich um eine dafür relevante Stoffmenge handelt.

## Verwendung

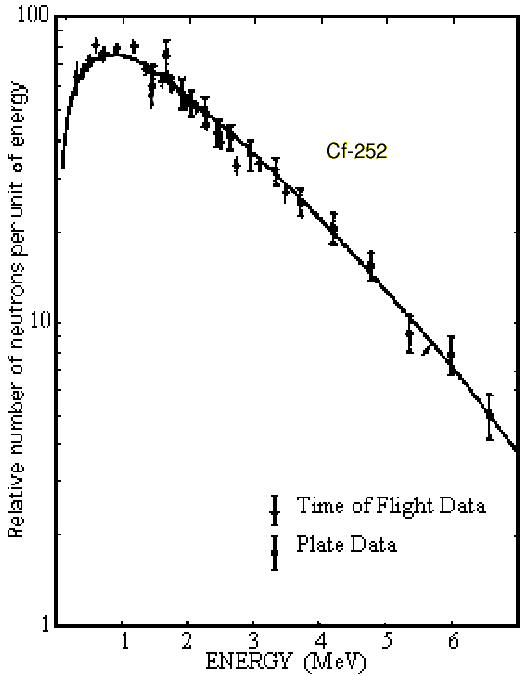
Das Spektrum der von ^{252}Cf emittierten Neutronen.

### Neutronenquelle
Am interessantesten ist das Isotop 252Cf. Es zerfällt zum Teil durch Spontanspaltung; 1 µg strahlt dabei pro Sekunde 2,314 Millionen Neutronen ab. Es wird daher ausschließlich für mobile, tragbare und dabei starke Neutronenquellen eingesetzt; hierzu wird es in Form von Californium(III)-oxid (Cf2O3) bereitgestellt.
Als Neutronenquelle wird es für Folgendes verwendet:
- in der Medizin zur Krebsbehandlung[51][52]
- in der Industrie (Materialdiagnostik, „On the Spot“-Neutronenaktivierungsanalyse)[53]
- zur Feuchtemessung bei Bohrungen nach Erdöl (Unterscheidung von Wasser und ölführenden Schichten)[51]
- zum Auffinden von Sprengstoffen[51]
- als Anfahrquelle in Kernreaktoren[54]

### Herstellung anderer Elemente
Durch Beschuss von 249Cf mit Kohlenstoff kann beispielsweise Nobelium erzeugt werden:
{\displaystyle \mathrm {^{249}_{\ 98}Cf\ {\xrightarrow[{-2\ n,\ -\alpha }]{\mathrm {+_{\ 6}^{12}C} }}\ _{102}^{255}No} }
Im Oktober 2006 wurde bekanntgegeben, dass durch den Beschuss von 249Cf mit 48Ca das bisher schwerste Element Oganesson (Element 118) erzeugt wurde, nachdem eine früher bekanntgegebene Entdeckung wieder zurückgezogen worden war.

## Verbindungen

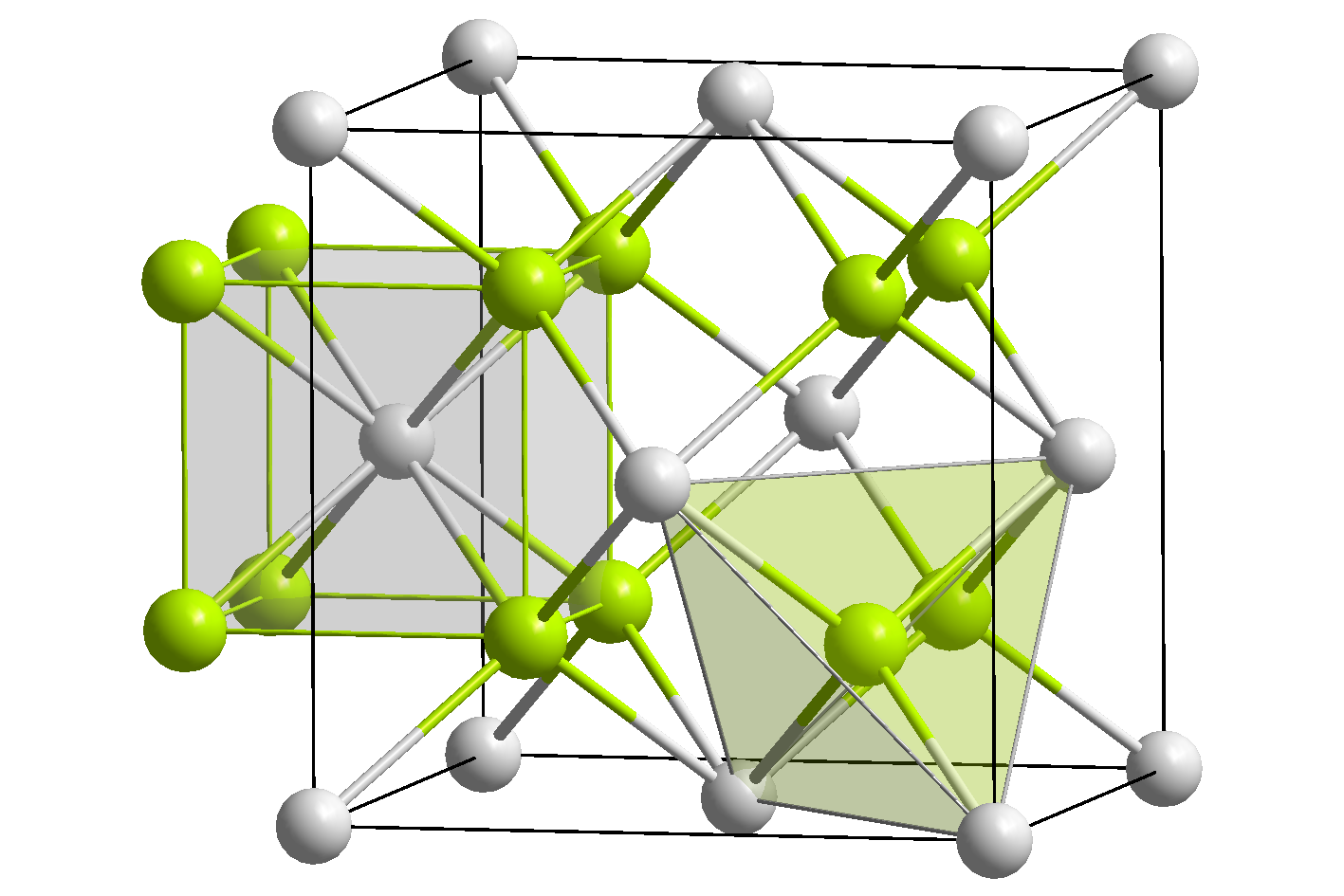
1. C0C0C0 Cf^{4+} #99CC00 O^{2−}
Californium(IV)-oxid
Kristallsystem: kubisch
Raumgruppe:
Gitterkonstante: a = 531 pm
Koordinationszahlen: Cf[8], O
1. C0C0C0 Cf^{3+} #99CC00 O^{2−}/F^{−}
Californium(III)-oxifluorid
Gitterkonstante: a = 556 pm
Koordinationszahlen: Cf[8], O/F

### Oxide
Von Californium existieren Oxide der Oxidationsstufen +3 (Cf2O3) und +4 (CfO2).
Californium(IV)-oxid (CfO2) entsteht durch Oxidation mit molekularem Sauerstoff bei hohem Druck und durch atomaren Sauerstoff. Es entsteht unter anderem implizit in Kernreaktoren beim Bestrahlen von Urandioxid (UO2) bzw. Plutoniumdioxid (PuO2) mit Neutronen. Es ist ein schwarzbrauner Feststoff und kristallisiert – wie die anderen Actinoiden(IV)-oxide – im kubischen Kristallsystem in der Fluorit-Struktur. Der Gitterparameter beträgt 531,0 ± 0,2 pm.
Californium(III)-oxid (Cf2O3) ist ein gelbgrüner Feststoff mit einem Schmelzpunkt von 1750 °C. Es gibt zwei Modifikationen; die Übergangstemperatur zwischen dem kubisch-raumzentrierten und dem monoklinen Cf2O3 beträgt etwa 1400 °C. Seine Anwendung findet es vor allem bei der Herstellung von 252Cf-Neutronenquellen. Dazu wird 252Cf(III) zunächst als Californiumoxalat (Cf2(C2O4)3) gefällt, getrocknet und anschließend zum dreiwertigen Oxid geglüht.
Übergangszusammensetzungen von Oxiden der Form CfOx (2,00 > x > 1,50) besitzen eine rhomboedrische Struktur.

### Oxihalogenide
Californium(III)-oxifluorid (CfOF) wurde durch Hydrolyse von Californium(III)-fluorid (CfF3) bei hohen Temperaturen dargestellt. Es kristallisiert wie das Californium(IV)-oxid (CfO2) im kubischen Kristallsystem in der Fluorit-Struktur, wobei hier die Sauerstoff- und Fluoratome in zufälliger Verteilung auf den Anionenpositionen zu finden sind. Der Gitterparameter beträgt 556,1 ± 0,4 pm.
Californium(III)-oxichlorid (CfOCl) wurde durch Hydrolyse des Hydrats von Californium(III)-chlorid (CfCl3) bei 280–320 °C dargestellt. Es besitzt eine tetragonale Struktur vom PbFCl-Typ.

### Halogenide
Halogenide sind für die Oxidationsstufen +2, +3 und +4 bekannt. Die stabilste Stufe +3 ist für sämtliche Verbindungen von Fluor bis Iod bekannt und auch in wässriger Lösung stabil. Die zwei- und vierwertige Stufe ist nur in der festen Phase stabilisierbar.
| Oxidationszahl | F                                      | Cl                                        | Br                                           | I                                     |
| +4             | Californium(IV)-fluorid CfF4 hellgrün  |                                           |                                              |                                       |
| +3             | Californium(III)-fluorid CfF3 gelbgrün | Californium(III)-chlorid CfCl3 grün       | Californium(III)-bromid CfBr3 grün           | Californium(III)-iodid CfI3 rotorange |
| +2             |                                        | Californium(II)-chlorid CfCl2 cremefarben | Californium(II)-bromid CfBr2 bernsteinfarben | Californium(II)-iodid CfI2 violett    |

Californium(III)-fluorid (CfF3) ist ein gelbgrüner Feststoff und besitzt zwei kristalline Strukturen, die temperaturabhängig sind. Bei niedrigen Temperaturen ist die orthorhombische Struktur vom YF3-Typ zu finden. Bei höheren Temperaturen bildet es ein trigonales System vom LaF3-Typ.
Californium(IV)-fluorid (CfF4) ist ein hellgrüner Feststoff und kristallisiert entsprechend dem monoklinen UF4-Typ. Californium(IV)-fluorid gibt beim Erhitzen elementares Fluor ab.
{\displaystyle {\ce {2 CfF4 ->[\Delta T] 2 CfF3 + F2}}}
Californium(III)-chlorid (CfCl3) ist ein grüner Feststoff und bildet zwei kristalline Modifikationen: die hexagonale Form vom UCl3-Typ, wobei das Cf-Atom 9-fach koordiniert ist, sowie die orthorhombische Form vom PuBr3-Typ mit der Koordinationszahl 8.
Californium(III)-bromid (CfBr3) ist ein grüner Feststoff. Es konnte nur die monokline Struktur des AlCl3-Typs nachgewiesen werden. Bei zunehmenden Temperaturen zersetzt es sich teilweise zum Californium(II)-bromid (CfBr2):
{\displaystyle {\ce {2 CfBr3 ->[\Delta T] 2 CfBr2 + Br2}}}
Californium(II)-iodid (CfI2) und Californium(III)-iodid (CfI3) konnten in Mikrogramm-Mengen im Hochvakuum hergestellt werden. Diese Verbindungen wurden sowohl durch Röntgenbeugung als auch durch Spektroskopie im sichtbaren Bereich charakterisiert.
- CfI3 ist ein rotorangefarbener Feststoff[71] und zeigt eine rhomboedrische Struktur vom BiI3-Typ.[70] Das Triiodid sublimiert bei ≈ 800 °C ohne zu schmelzen und kann bei 500 °C aus Cf(OH)3 und Iodwasserstoff HI dargestellt werden.[72]
- CfI2 ist ein tiefvioletter Feststoff[71] und wird aus CfI3 durch Reduktion mit H2 bei 570 °C dargestellt:[70]

{\displaystyle {\ce {2 CfI3 + H2 -> 2 CfI2 + 2 HI}}}
Es besitzt zwei kristalline Modifikationen: eine rhomboedrische, bei Raumtemperatur stabile Struktur vom CdCl2-Typ sowie eine hexagonale, metastabile Struktur vom CdI2-Typ.

### Pentelide
Die Pentelide des Californiums des Typs CfX sind für die Elemente Stickstoff, Arsen und Antimon dargestellt worden. Sie kristallisieren im NaCl-Gitter mit den Gitterkonstanten 580,9 pm für CfAs und 616,6 pm für CfSb.

### Metallorganische Verbindungen
Tricyclopentadienylkomplexe der Elemente Berkelium (Cp3Bk) und Californium (Cp3Cf) sind aus der dreiwertigen Stufe erhältlich. Die hohe Radioaktivität bewirkt allerdings eine schnelle Zerstörung der Verbindungen.